# Jan Hörl
Pour les articles homonymes, voir Hörl.
Jan Hörl, né le 16 octobre 1998, est un sauteur à ski autrichien.

## Carrière
Membre du club de Bischofshofen, Jan Hörl participe à la Coupe OPA (des Alpes) dès 2014 et y remporte ses premiers concours en 2018. Lors de son unique sélection à ces championnats en 2018, à Kandersteg il est cinquième en individuel, puis est médaillé d'argent à l'épreuve par équipes et de bronze à l'épreuve par équipes mixte.
Il est pour la première fois présent sur une épreuve de la Coupe du monde à la Tournée des quatre tremplins en janvier 2019 à Innsbruck, où il est 29e et marque donc marque ses premiers points. Deux semaines plus tard, il est deuxième de l'épreuve par équipes à Zakopane, pour son premier podium à ce niveau. Il prend part aux Championnats du monde cet hiver à Seefeld, où il est 44e au petit tremplin.
Pour début la saison 2019-2020, il est victorieux en Coupe du monde avec ses coéquipiers à Wisła, puis enregistre son premier top dix à Ruka, où il est neuvième. Il monte sur son premier podium individuel quelques semaines plus tard à Engelberg.
En 2020-2021, après une disqualification, puis un résultat décevant à Nijni Taguil et enfin un forfait pour les Mondiaux de vol à ski en raison d'un test positif à la Covid-19, il est pour une semaine relégué en Coupe continentale, où il gagne un concours à Ruka, puis revient dans la Coupe du monde, où il revient dans les points sur la Tournée des quatre tremplins, mais doit se retirer à Bischofshofen en raison de problèmes au genou. En janvier 2021, il gagne avec ses coéquipiers à Zakopane. Il est alors sélectionné pour les Championnats du monde à Oberstdorf, où il obtient son meilleur résultat individuel de l'hiver avec une dixième place au grand tremplin, avant de prendre la médaille d'argent par équipes avec Philipp Aschenwald, Daniel Huber et Stefan Kraft.

## Palmarès

### Jeux olympiques
| Épreuve / Édition | Pékin 2022                     |
| Petit tremplin    | 20e                            |
| Grand tremplin    | 11e                            |
| Par équipes       | Médaille d'or, Jeux olympiques |

### Championnats du monde
| Épreuve / Édition        | Individuel                | Individuel                        | Par équipes                       | Par équipes               |
| Épreuve / Édition        | Petit tremplin            | Grand tremplin                    | Grand tremplin                    | Mixte                     |
| Mondiaux 2019 Seefeld    | 44e                       | -                                 | -                                 | -                         |
| Mondiaux 2021 Oberstdorf | -                         | 10e                               | Médaille d'argent, Coupe du Monde | -                         |
| Mondiaux 2023 Planica    | 8e                        | 14e                               | Médaille de bronze, monde         | 4e                        |
| Mondiaux 2025 Trondheim  | Médaille de bronze, monde | Médaille d'argent, Coupe du Monde | Médaille d'argent, Coupe du Monde | Médaille de bronze, monde |

### Championnats du monde de vol à ski
| Épreuve / Édition | Épreuve / Édition | Tauplitz 2024 |
| Individuel        | Individuel        | 16e           |
| Par équipes       | Par équipes       | Argent        |

### Coupe du monde
- Meilleur classement général : 2e en 2025.
- 2e de la Tournée des quatre tremplins 2024-2025
- 25 podiums en individuel : 5 victoires, 12 deuxièmes places et 8 troisièmes places.
- 12 podiums par équipes dont 10 victoires.
- 4 podiums par équipes mixte : 3 deuxièmes places et 1 troisième place.
- 2 podiums en Super Team : 2 deuxièmes places.

#### Classements en Coupe du monde
| Année     | Classement général final |
| 2018-2019 | 43e                      |
| 2019-2020 | 27e                      |
| 2020-2021 | 39e                      |
| 2021-2022 | 9e                       |
| 2022-2023 | 13e                      |
| 2023-2024 | 4e                       |

#### Victoires individuelles
| Année     | Lieu                                     |
| 2021-2022 | Wisła (Pologne)                          |
| 2023-2024 | Innsbruck (Autriche) Lahti (Finlande)    |
| 2024-2025 | Lillehammer (Norvège) Engelberg (Suisse) |

### Jeux européens
| Épreuve / Édition               | Individuel     | Individuel     | Mixte par équipes |
| Épreuve / Édition               | Petit tremplin | Grand tremplin | Mixte par équipes |
| Jeux européens de 2023 Zakopane | Argent         | Argent         | Or                |

### Championnats du monde junior
- Médaille de bronze du concours par équipes en 2018.
- Médaille de bronze du concours par équipes mixte en 2018.

### Coupe continentale
- 3 podiums, dont 1 victoire.